# Calamaria lateralis
Calamaria lateralis este o specie de șerpi din genul Calamaria, familia Colubridae, descrisă de Mocquard 1890. Conform Catalogue of Life specia Calamaria lateralis nu are subspecii cunoscute.